# Sikovo
Sikovo – wieś w Chorwacji, w żupanii zadarskiej, w gminie Sveti Filip i Jakov. W 2011 roku liczyła 374 mieszkańców.